# جیانپائولو اسپاگنولو
جیانپائولو اسپاگنولو (ایتالیایی: Gianpaolo Spagnulo؛ زادهٔ ۲۶ سپتامبر ۱۹۶۴) بازیکن فوتبال اهل ایتالیا است.
از باشگاه‌هایی که در آن بازی کرده‌است می‌توان به باشگاه فوتبال پروجا، باشگاه ورزشی ویتوریا، باشگاه فوتبال دلفینو پسکارا، باشگاه فوتبال پیزا، و باشگاه فوتبال جنوآ اشاره کرد.